# セブンスドラゴン2020
『セブンスドラゴン2020』（7th Dragon 2020）は、セガより2011年11月23日に発売されたPlayStation Portable用ソフト。

## 概要
2009年3月5日に発売されたニンテンドーDS用ソフト『セブンスドラゴン』の後継作品。前作から基本設定を受け継ぎつつも世界観は一新され、現代日本に近い舞台となっている。制作陣も小玉理恵子・新納一哉・古代祐三らが続投する一方、キャラクターデザインには三輪士郎、メインシナリオライターに森橋ビンゴがそれぞれ新たに起用された。ビジュアル面の大きな変更点として、キャラクターグラフィックの3Dポリゴンへの変更がある。
2013年4月18日に続編となる『セブンスドラゴン2020-II』が発売。2015年10月15日に第4作『セブンスドラゴンIII code:VFD』が発売。

## ストーリー
西暦2020年、地球外生命体「ドラゴン」の襲来により、地球は異界へと変貌してしまう。国土の98%がドラゴンの支配下に置かれた日本政府は、「異能力者」を集めたマモノ殲滅のための特殊機関「ムラクモ」の力を借り、東京奪還へ打って出ようとしていた。

## 登場人物

### ムラクモ機関

#### ムラクモ13班
プレイヤーが作成したキャラクター達で構成される戦闘班。物語はこの13班の面々を中心に展開する。
主人公
プレイヤーキャラ。名前、性別、外見、職業、声はプレイヤーが設定する。説明書のプロローグでは「青年」と表記されていた。
Sランクの異能力者であり、第74回ムラクモ選抜試験の候補者に抜擢される。しかし試験の最中にドラゴンの襲来に遭い、候補者の殆どが死亡し、自身も重傷を負う。回復後はムラクモ13班に所属し、ドラゴンとの戦いに身を投じる事となる。
本作ではストーリー全体を通した主人公は存在せず、パーティーのリーダーに設定しているキャラがその都度主人公的立場として物語の中心に立つ事になる。

#### 総長と補佐官
日暈棗（ひかさ なつめ）
声 - 水樹奈々
ムラクモ機関総長で、代々ムラクモの長を務める家系に生まれている。33歳。以前より特殊機関「ムラクモ機関」のリーダーとしてマモノ殲滅の指揮を執っていた。ドラゴン襲来後は犬塚総理より全権を任せられ、日本の実質的な指導者になる。見た目は穏やかだが、作戦遂行のためにはどんな犠牲も厭わない冷血な一面も持つ。
あらゆる能力がオールAという優秀な人物だが、天才（Sランク）には及ばないことに密かにコンプレックスを抱いており、人為的にSランクの人物を生み出す研究に手を染め、実験体として集めた孤児のタケハヤ達に人体改造を施していた。果てはエメルから提供されていたドラゴンクロニクルを悪用することで人竜ミヅチとなり、ドラゴン側に加担するという凶行に走らせることとなる。日暈家は1000年以上、『力ある者』を束ねてきており、ナツメは物語開始の十数年前、ヨーロッパに留学、詳細不明の組織と関わりを持ち、ドラゴンの研究に没頭し続けた。その過程で『力ある者』は所詮は『人』の『力』を持っている者達でしかないという考えに至り、上記のコンプレックスも相まって、『神』の『力』（つまり、ドラゴンの力）を欲するようになった。彼女の裏切りはキリノに衝撃を与え、続編である『セブンスドラゴン2020-Ⅱ』でムラクモに対して不信感を持つ議員を生み出し、犬塚総理が彼らから「イヌヅカ派」の頭として批判され、ムラクモ（ひいては13班）を政治利用しているなどのあらぬ噂の風上に立たされる原因となった。
人竜ミヅチ
ナツメが主人公らが集めた帝竜のサンプルを用いて竜化した姿。単身でアメリカ合衆国の軍隊を壊滅させる程の戦闘力と、休眠中の帝竜を目覚めさせる力を持つ。
都庁に避難していた人々の多くを失踪させた後、東京タワーにて彼らを（キリノ以外全員）惨殺。主人公らと敵対する。
トウキョウタワーにて主人公らに見切りをつけて戦いを挑むも敗北。最後は自分が本当は何をしたかったのかが分からないまま、キリノの名前を呼びつつ消滅した。
桐野礼文（きりの あやふみ）
声 - 石田彰
ナツメを補佐する研究者。マッドサイエンティストな面も持つ。28歳。ナツメと比べるとどうにも頼りない印象が強く、発言にもあまり自信は見られない。本当は優しい性格で、タケハヤ達をこっそり研究所から逃がしている。
後に東京都庁から避難民の大半が失踪した際はアオイと共に捜索し、道中竜となったナツメと再会。彼だけは殺されることなく生かされ、後にリン達に救助される。密かにナツメに対して好意を寄せていたこともあり、当初はリーダーであるナツメの裏切りに激しくショックを受けていたが、やがて彼女に代わるムラクモ機関の実質的なリーダーとなる。頼りない性格は相変わらずだが、彼なりに主人公らを激励するなどしている。

#### オペレーター
NAV3.6
声 - 沢城みゆき
NAV3.7
声 - 豊崎愛生
ムラクモ機関のオペレーター。3.6はミロク、3.7はミイナと呼ばれており、好きな方をプレイヤー（ムラクモ13班）のオペレーターにできる。選ばなかった方はムラクモ10班（ガトウ隊）のオペレーターとなる。2人とも13歳。
2人とも分析能力を向上させた結果寿命が短くなっており、数年しか生きられないらしい。

#### ムラクモ10班（ガトウ隊）
ガトウ率いるムラクモ戦闘班。初期配属メンバーはガトウ、ナガレ。後にナガレが戦死し、雨瀬アオイが加わる。13班と共にドラゴン討伐に尽力していたが、池袋上空にて、ガトウが戦死し、生き残っていたアオイがミヅチ（ナツメ）に東京タワーにて殺害され、メンバーが全滅し、ガトウ隊としては実質的に壊滅となった。10班自体は続編である『セブンスドラゴン2020-Ⅱ』ではヒムロ隊として、復活している。
ガトウ/臥藤 玄司
選抜試験時にて主人公ら候補生の手助けをする1人。46歳。ムラクモ10班（ガトウ隊）を任せられているので、実質的なムラクモ10班班長（ガトウ隊隊長）。部下にナガレ、雨瀬アオイがいる。ヒムロ曰く過去のハイジャック事件でナガレと組んでいたらしい（2013年のハイジャック事件でナガレ、ヒムロと共にムラクモ機関に召集されたことがオペレーターから言及されている）。
新宿/逆サ都庁にて、手負いのウォークライと交戦し、ナガレを失う。自身はアオイを部下として活動していたが、池袋上空にて、電磁砲台の攻撃からアオイを庇い、戦死。後に常世の丘と化した四ツ谷にて死者として一時的に蘇り、ナビを叱責してその成長を促した。
ナガレ
選抜試験時にて主人公ら候補生の手助けをする1人。妻はナガレ・ミキ。ガトウの部下。ヒムロ曰く過去のハイジャック事件でガトウと組んでいたらしい（2013年のハイジャック事件でガトウ、ヒムロと共にムラクモ機関に召集されたことがナビから言及されている）。
新宿/逆サ都庁にて、ガトウと共に手負いのウォークライと交戦するが敗れ、戦死。ムラクモ10班（ガトウ隊）メンバーかつムラクモ機関所属メンバーで最初の死亡者である。
雨瀬アオイ（うのせ アオイ）
主人公たちに助けられた新米のムラクモ。22歳。実は第74回ムラクモ選抜試験の候補者であるが、迷子を案内していたこととそれにより回送電車に乗車してしまい、結果的にすっぽかした形となってしまった。後にガトウ率いるムラクモ10班（ガトウ隊）に配属された。お菓子（特にチョコバー）が大好きで、任務中にも持ち歩いている。
ガトウの戦死後は、ムラクモ10班（ガトウ隊）最後の1人として活動していたが、後にキリノと共に東京都庁から失踪した人々を捜索中に東京タワーにて竜化したナツメに遭遇。キリノを庇って一人奮闘してはいたものの最後はナツメに惨殺され、その身体は他の人々と共にトウキョウタワーの養分にされてしまう（キリノは生き残った）。彼女の死により、ムラクモ10班（ガトウ隊）は事実上、消滅した。集団失踪事件前からナツメのやり方に反感を抱いており、自衛隊を捨て駒として扱った際と竜化した姿を見た時には「恥ずかしい女」と罵っていた。

##### ムラクモ10班（ガトウ隊）の関係者
ナガレ・ミキ
ナガレの妻。彼女自身はムラクモ機関に属していない。手負いのウォークライとの戦いで夫を失う。夫の出撃する時に死別することを覚悟していた事とドラゴンの侵攻で孤児になった子供達の世話する事を主人公達に話した後、サポートスキル『ステルス Lv1』を教えた。しかし、孤児の1人の話から、密かに夫を思い出して泣いている模様。
ヒムロ
テレポート能力Sランクの元ムラクモ。2013年のハイジャック事件でガトウ、ナガレと共にムラクモ機関に召集された。ガトウのことを「ガトウさん」、ナガレのことは呼び捨てにしたり、「あいつ」とも呼んでいる。ナツメのことは「ナツメ嬢」と呼んでいる。
ナツメに対しては不信感を抱いており、死ぬことが嫌で逃げ回っていたところをムラクモ13班に保護され、ナビの叱咤もあり、ムラクモ機関に復帰。保護された後もナツメのことを「昔から能力主義者だった」と評していた（その時、既にナツメはムラクモ機関を裏切り、人竜ミヅチとなっていた）。
続編である『セブンスドラゴン2020-Ⅱ』ではムラクモ10班班長（ヒムロ隊隊長）となってる。

### 自衛隊
堂島凛（どうじま りん）
声 - 豊口めぐみ
陸上自衛隊三等陸佐。幹部が軒並み戦死し、壊滅状態に陥った自衛隊を仕切っている女性自衛官。ムラクモ機関を快く思っていないが、ストーリーが進むにつれて和解し良き共闘者となる。
イコマ
リンと同期の自衛隊員で、よき理解者。天球儀攻略作戦で電磁砲の犠牲となり戦死。
ヨシノ・カガワ・センバ
救助活動を主とする第5小隊の隊員達。

### NGO「世界救済会」
古菅チェロン（ふるすが チェロン）
声 - 佐藤利奈
主人公らにクエストを紹介してくれる。18歳。実はいいところのお嬢様なのだが、それを鼻にかけることなく人助けを行うことを良しとする人格者。

### SKY
渋谷に拠点を置く若者たちの組織。ムラクモ機関とは別にドラゴンと戦っているが、末端の構成員は一般人からのカツアゲ等を行っており、統制は完全に取れていない模様。後に帝竜の攻撃でメンバーの半数以上が死亡し、以後はムラクモ機関に拠点を移すこととなる。
タケハヤ
声 - 櫻井孝宏
渋谷に拠点を置く若者たちの組織、SKYのリーダー。23歳。ナツメをババア呼ばわりしており、ムラクモ機関を快く思っていない。
実はムラクモ機関の手で改造を受けており、強力な力を持つ反面今でも発作に苦しんでいる。当初は主人公らと敵対するも、彼らが「狩る者」であることを認めた際には協力者となる。
人類戦士タケハヤ
タケハヤが竜化した姿。トウキョウタワーに張られた結界を破壊する程の力を持つ。
神体ニアラに最後の一撃を与えた後力尽き、消息を絶つ。その後は隠しダンジョンのボスとして戦うことができるようになる。
アイテル
声 - 堀江由衣
タケハヤの傍にいる謎の少女。
その正体はかつてドラゴンによって食われた星の生き残りで、ヒュプノスの民。地球を救い、ドラゴン達を倒せる「狩る者」を探していた。それに協力してくれるタケハヤに想いを寄せている。SKYのメンバーの一人からは、「アイテル姐さん」と呼ばれている。
ダイゴ
声 - 小野大輔
刺青が目立つ屈強な大男。25歳。最初の帝竜戦において主人公らムラクモ13班を助けた。
タケハヤ同様にムラクモ機関で改造を受けた身で、施設を脱走した後タケハヤに迎え入れられる。強面だが性格は優しく、子供からも好かれている。
ネコ
声 - ゆかな
ネコミミ風のパーカーを着た少女。20歳。ダイゴと共に行動している。「ネコ」ではあるが魚が嫌いでそのことを看護師に突っ込まれる場面がある。
タケハヤ同様にムラクモ機関で改造を受けた身で、施設を脱走した後タケハヤに迎え入れられる。以後タケハヤに好意を寄せているが、彼がアイテルに惚れ込んでいるため叶わぬ恋だと諦めている。
実はアリアケ議員の娘で、本名は「寧子」。母の名は智子。3歳の時、誘拐され、ムラクモ機関によってSランクに造られた。事実を知った後も意地になって無関係だと突っぱねるが、互いの距離はある程度近づきつつある。アリアケ議員曰く、ネコの容姿は智子（妻）の生き写しらしい。

### アメリカ合衆国
ジャック=ミュラー
アメリカ合衆国大統領。日本から同盟国として米軍の派遣を要請されるが、これを断り自力での対処を迫る。
竜との戦闘で追いつめられてもホワイトハウスから逃げることはなく、人々をシェルターに逃がし最後まで戦い抜いた。最期は竜となったナツメ（ミヅチ）の攻撃により、死亡。
エメル
声 - 田村ゆかり
大統領補佐官。アメリカ軍を率い、合衆国に出現したドラゴンの討伐を行う。嘗て存在した謎のドラゴン研究所に所属していたこと、アメリカで急激に地位を上げたことが示唆されている。
その正体はアイテルの姉で、彼女もまたヒュプノスの民。物語終盤には幼児化してしまう。

### 日本政府
犬塚源一郎（いぬつか　げんいちろう）
日本国第101代内閣総理大臣。平時には行政の長としてムラクモ機関を監督する立場であったが、ドラゴン襲来後は自衛隊の指揮や民生活動も含め、全てムラクモ機関に一任している。しかし内心は何も出来ない自分自身に少なからず歯がゆさを感じている。
秘書をナツメに惨殺された際には動揺を隠せなかったが、自分がやるべきことを思いだし立ち直る。
アリアケ議員
議員の1人。実はネコこと寧子の実父。妻でネコ（寧子）の母の名は智子。
政治家としての立場から様々なアドバイスをしてくれる。15年程前は議員として駆け出しの頃で危ない橋を渡っていたらしい（これが原因で娘ネコ（寧子）の誘拐事件が起こり、妻智子が誘拐事件のショックで亡くなる）。

### その他
初音ミク2020
オープニングムービーに登場。主題歌「SeventH-HeaveN」（作詞・作曲：sasakure.UK）を歌う。
本編にも登場しており、条件を満たすとゲーム中の全てのBGMに初音ミクを使った『DIVAモード』が使用可能になる。台詞はあるものの最小限であり、明確なキャラ付けはされていない。

## ダンジョン
新宿/東京都都庁
プレイヤーが最初に挑むことになる場所。特に広くはなく、出現する敵もさほど強い敵はいない。ちなみにボス戦では必ず敗北する（負け戦闘）。
ボス：帝竜ウォークライ
新宿/逆サ都庁
上記の東京都都庁が、帝竜の力により上下が逆さまになったダンジョン。浮遊している岩礁を渡り移っていく場所もある。クリア後このダンジョンはムラクモ機関の本拠地となるため、以後二度と訪れることができなくなる。
ボス：手負いのウォークライ
東京地下道/至国分寺
国分寺まで通じる地下道。地下鉄は当然動かないため徒歩で移動するが、瓦礫などのせいで真っ直ぐ進めないため横道を通っていく必要がある。
東京地下道/豊島水道
地下水道。やはり横道を通っていく必要がある。道中には視界が悪くなるガスやマップに記録されない細道などもあり、プレイヤーを惑わす。
池袋/山手線天球儀
山手線の線路が帝竜の発する強力な磁力によって変形し、天球儀を形作ったダンジョン。攻略時は自衛隊と共同作戦となり、敵の電磁砲を無力化しつつ最上階を目指す。
ボス：帝竜ジゴワット
首都高1号/上野付近
高速道路。厳密に言うとダンジョンではなく、一種のイベントマップ。
四ツ谷/常世の丘
闇夜の墓場の迷路と化した四ツ谷。帝竜の力で死者が蘇り徘徊している他、レーダーやマッピング機能も機能していない。そのため序盤は特殊な装置を設置して、これらを使用可能にするのが目的となる。
ボス：帝竜ロア＝ア＝ルア
国分寺/灼熱砂房
灼熱の砂漠と化した国分寺。民家の大半が砂に埋もれている。主に砂漠内の工場を中心に探索する。砂漠エリアでは砂系の、工場エリアでは機械系のモンスターがそれぞれ出現する。
ボス：帝竜トリニトロ
渋谷/繁花樹海
帝竜の力により樹海と化した渋谷。SKYの本拠地もここにある。序盤では駅前交差点、終盤では宮下公園を中心に探索することとなる。
ボス：帝竜スリーピーホロウ
東京地下道/至台場
台場まで通じる地下道。この地下道のみボス戦がある。
ボス：帝竜ザ・スカヴァー
台場/拾参号氷海
帝竜の力で氷の世界と化した台場。上から下への一方通行ルートを幾度も通らなければならない複雑なダンジョン。中ボスである2体のフリーズドラゴンを倒さなければ最奥部へは行けない。
ボス：帝竜ゼロ＝ブルー
トウキョウタワー
人竜ミヅチの力により、多くの人の命と身体を養分にして成層圏まで達するほどに巨大化した東京タワー。ミヅチを倒すと光の階段が現れ、ラスボスのいる真竜の領域へと行けるようになる。
ボス：人竜ミヅチ
ラスボス：神体ニアラ
旧国府/幻影首都
ゲームクリア後に行けるようになる隠しダンジョン。今まで攻略したダンジョンを再び巡る構成となっており、ボスは今まで倒した帝竜の強化版。そして登場する雑魚敵もほぼ全てがドラゴンとなっている。
ボス：人類戦士タケハヤ

## 職業
本作では、前作とは違い外見と職業が固定されておらず、自由な組み合わせでキャラクターメイキングが可能。
サムライ　　
身体能力Sランク。特に剣技に長けた者から選抜される、攻守に優れたオールラウンダー。使用武器は刀。
『抜刀』と『居合』の二種類の構えを状況に応じて使い分けて戦う。
また、強力な自己回復・自己強化のスキルも覚える。
トリックスター　
敏捷性Sランク。特殊技巧に優れたものから選抜される、手数で攻めるスピードスター。使用武器は短剣と銃。
状態異常攻撃の多い短剣と、攻撃力が高く通常攻撃で二回攻撃ができる銃という、二種類の武器を使い分けられる唯一の職業。
逃走や先制攻撃に関する特殊なスキルを覚えるのも特徴。
デストロイヤー　
運動能力Sランク。武道で達人級の者から選抜される、一撃にかけるヘヴィファイター。使用武器は拳（ナックル）。
『D深度』という状態異常を敵に与えることができ、そのレベルによって強力な攻撃スキルが使えるようになっていくのが最大の特徴。
また、敵の攻撃を自分に集中させ、攻撃を受けるたびに反撃する『迎撃スタンス』による盾役もこなせる。
サイキック　
超感覚Sランク。天変地異や超能力をあやつる特異能力者。属性攻撃や回復魔法のスペシャリスト。使用武器は爪（クロウ）。
強力な属性攻撃スキルと回復スキルを覚え、全職業トップの火力を持つ。
一部の単体スキルは、レベルを上げることにより効果の対象を全体化することも可能となる。
ハッカー　
情報技能Sランク。重度のメカマニアから選抜される、敵味方の能力を操作するサポーター。使用武器は投具。
最速で行動しつつ、味方を強化するスキルを数多く覚える。
また、敵を『ハッキング』できれば、敵を状態異常にしたり、行動を操り同士討ちさせることすら可能。

## 声の出演
本作では新たなキャラメイキングの要素として、キャラクターボイス選択が採用されている。
起用声優は以下のとおり。

### 男性
- 阿部敦
- 石田彰
- 江川央生
- 岡本信彦
- 小野大輔
- 神谷浩史
- 黒田崇矢
- 櫻井孝宏
- 下野紘
- 杉田智和
- 竹内良太
- 中井和哉
- 中村悠一
- 福山潤
- 三木眞一郎

### 女性
- 加藤英美里
- 桑島法子
- 佐藤利奈
- 沢城みゆき
- 竹達彩奈
- 田中理恵
- 田村ゆかり
- 茅原実里
- 豊口めぐみ
- 豊崎愛生
- 日笠陽子
- 堀江由衣
- 水樹奈々
- 悠木碧
- ゆかな

## スタッフ
- プロデューサー：小玉理恵子
- ディレクター：新納一哉
- キャラクターデザイン 三輪士郎
- オープニングムービー：株式会社　白組（初音ミクパート）
- 広報：宇田洋輔

## 関連商品

### 書籍

#### 漫画
セブンスドラゴン2020 -EGO-
ファミ通コミッククリア連載 原作：セガ 漫画：木野コトラ 構成：木村明広
発行：エンターブレイン ISBN 978-4047294530
「キリカ」（チェルシー）、「ヤツハ」（刀子）、「シノブ」らのオリジナルストーリー。
キリノ（桐野礼文）やミロク（NAV3.6）とミイナ（NAV3.7）の存在も居る。

#### 攻略本
セブンスドラゴン2020 最速ガイドブック
発行：エンターブレイン 編集：週刊ファミ通編集部 ISBN 978-4047276765
セブンスドラゴン2020コンプリートガイド
発行：エンターブレイン 編集：週刊ファミ通編集部 ISBN 978-4047277755

#### イラスト集
セブンスドラゴン2020&2020-II VISUAL COLLECTION
発行：エンターブレイン 編集：週刊ファミ通編集部 ISBN 978-4047292307

### CD
セブンスドラゴン2020 オリジナル・サウンドトラック
レーベル: メディアファクトリー ASIN B005WKESLA
セブンスドラゴン2020&2020-II 初音ミク・アレンジトラックス
レーベル: U/M/A/A ASIN B00D1B8SWC
ドラマCD セブンスドラゴン2020&2020-II~トウキョウ・クロニクル~
レーベル: フロンティアワークス ASIN B00GWTI1SG
セブンスドラゴン2020 ドラマ＆ビジュアルコレクションディスク
レーベル: フロンティアワークス ASIN B011LXQLOI
新作ドラマCDとゲーム内映像などを収録したDVDのコレクションディスクのセット。

### フィギュア
サムライ (刀子)
1/7スケール PVC塗装済み完成品 メーカー：Max Factory ASIN B008F6JDW2
ハッカー (チェルシー)
1/7スケール PVC塗装済み完成品  メーカー：Max Factory ASIN B00A7IWFNA
サイキック (ピンクハーレー)
1/7スケール PVC塗装済み完成品  メーカー：Max Factory ASIN B00KBLIF78
セブンスドラゴン2020 初音ミク TYPE2020
1/7スケール PVC塗装済み完成品  メーカー：Max Factory ASIN B00E9OUXUU
サムライ (刀子) バトルver.
1/7スケール PVC塗装済み完成品 メーカー：フレア ASIN B01NAU191T